# Zhu Lin
Zhu Lin (朱琳S, Zhū LínP; Wuxi, 28 gennaio 1994) è una tennista cinese.

## Carriera
Vincitrice di 14 titoli in singolare e 6 titoli nel doppio nel circuito ITF, il 18 settembre 2023 ha raggiunto la sua migliore posizione nel singolare WTA piazzandosi 31ª. Il 2 ottobre 2023 ha raggiunto il miglior piazzamento mondiale nel doppio alla posizione 80ª.
Lin ha debuttato nel circuito WTA all'Hong Kong Open 2014. Essendo passata dal torneo di qualificazione, sconfisse Wang Yafan, Raluca Olaru e Elitsa Kostova per un posto nel tabellone principale, dove simultaneamente ha registrato la sua primissima vittoria a livello WTA sconfiggendo Kristýna Plíšková al primo turno.
Nel 2017, la cinese ha vinto il suo primo titolo in doppio nel WTA '125' di Zhengzhou assieme a Han Xinyun. Nel 2019, con Wang Xinyu, vince il suo primo titolo di categoria International a Nanchang, battendo Peng/Zhang in finale. Nel 2022, raggiunge un'altra finale con Wang a Guadalajara, persa contro Christian/Marozava.
Nel 2021, Lin Zhu vince il suo primo alloro nel circuito '125', trionfando nel WTA di Seul ai danni di Kiki Mladenovic in finale (6-0 6-4).

### 2023, la migliore stagione in carriera: primo titolo WTA, primi ottavi slam e top-50
A gennaio, la cinese raggiunge per la prima volta in carriera gli ottavi di finale in uno slam all'Australian Open, eliminando Marino, la n°32 del seeding Teichmann e la n°6 del mondo Maria Sakkarī; tra le ultime sedici, si arrende ad Azaranka in tre set. Una settimana dopo, vince il suo primo titolo nel circuito maggiore a Hua Hin, sconfiggendo Lesja Curenko nell'ultimo atto (6-4 6-4). Grazie a questo ottimo inizio di anno, la cinese entra per la prima volta tra le prime 50 del mondo, facendo registrare il suo best ranking il 6 marzo al n°33. Successivamente, raccoglie altre tre semifinali WTA durante l'anno, a Monterrey, Birmingham e Cleveland. Allo US Open, raggiunge per la prima volta il terzo turno, dove perde da Belinda Bencic. A metà settembre, la cinese coglie la seconda finale WTA dell'anno a Osaka da prima testa di serie: nel match valevole per il titolo, Zhu si arrende alla giovane americana Ashlyn Krueger, con lo score di 3-6 6(6)-7. In ottobre, ottiene una wild-card per partecipare al "Master B" di Zhuhai: è inserita nel gruppo Rosa, assieme alle russe Veronika Kudermetova e Ljudmila Samsonova; nel match d'esordio contro Kudermetova, la cinese riesce ad avere la meglio per 7-6(5) 6-1. Nel secondo incontro, viene sconfitta da Samsonova in tre set, con il punteggio di 6-2 2-6 1-6. Nonostante tutte e tre abbiano terminato con una vittoria su tre match, grazie alla miglior differenza set, Zhu riesce a chiudere il girone al primo posto e a qualificarsi per la semifinale. Zhu Lin è la terza wild-card della storia del torneo a passare il proprio girone, dopo Zheng Saisai e Zhang Shuai. Nel match valevole per la finale, viene sconfitta nel derby contro Zheng Qinwen, con lo score di 5-7 6-4 1-6. Termina l'anno al n°36 del mondo, facendo registrare un best ranking di n°31 a settembre.
In doppio, Zhu raggiunge la finale di Hua Hin con Wang, persa contro Chan/Wu in due set.

### 2024: 3ª finale WTA
Zhu inizia l'anno a Brisbane: dopo il bye, elimina Danielle Collins al tie-break del terzo set, prima di cedere alla n°2 del mondo Sabalenka, che le concede solo un game. A Hobart giunge fino ai quarti di finale, dove si arrende a Saville (6-3 1-6 4-6). All'Australian Open, dove difende il quarto turno del 2023, viene subito sconfitta da Océane Dodin. A Hua Hin, da seconda testa di serie e campionessa in carica, raggiunge la sua terza finale WTA, battendo Preston, Fruhvirtová, Rodionova e Wang, tutte in due parziali. Nell'ultimo atto, non riesce nella difesa del titolo, soccombendo a Diana Šnaider con lo score di 3-6 6-2 1-6.

## Statistiche WTA

### Singolare

#### Vittorie (1)
| Legenda              |
| -------------------- |
| Grande Slam (0)      |
| Ori Olimpici (0)     |
| WTA Finals (0)       |
| WTA Elite Trophy (0) |
| Dal 2021             |
| WTA 1000 (0)         |
| WTA 500 (0)          |
| WTA 250 (1)          |

| N. | Data            | Torneo                 | Superficie | Avversaria in finale | Punteggio |
| 1. | 5 febbraio 2023 | Thailand Open, Hua Hin | Cemento    | Lesja Curenko        | 6-4, 6-4  |

#### Sconfitte (2)
| Legenda              |
| -------------------- |
| Grande Slam (0)      |
| Argenti Olimpici (0) |
| WTA Finals (0)       |
| WTA Elite Trophy (0) |
| Dal 2021             |
| WTA 1000 (0)         |
| WTA 500 (0)          |
| WTA 250 (2)          |

| N. | Data              | Torneo                    | Superficie | Avversaria in finale | Punteggio     |
| 1. | 17 settembre 2023 | Japan Women's Open, Osaka | Cemento    | Ashlyn Krueger       | 3-6, 6(6)-7   |
| 2. | 4 febbraio 2024   | Thailand Open, Hua Hin    | Cemento    | Diana Šnajder        | 3-6, 6-2, 1-6 |

### Doppio

#### Vittorie (1)
| Legenda               | Legenda      |
| --------------------- | ------------ |
| Grande Slam (0)       |              |
| Ori Olimpici (0)      |              |
| WTA Finals (0)        |              |
| WTA Elite Trophy (0)  |              |
| Dal 2009 al 2020      | Dal 2021     |
| Premier Mandatory (0) | WTA 1000 (0) |
| Premier 5 (0)         | WTA 1000 (0) |
| Premier (0)           | WTA 500 (0)  |
| International (1)     | WTA 250 (0)  |

| N. | Data              | Torneo                 | Superficie | Compagna   | Avversarie in finale   | Punteggio   |
| 1. | 15 settembre 2019 | Jiangxi Open, Nanchang | Cemento    | Wang Xinyu | Peng Shuai Zhang Shuai | 6-2, 7-6(5) |

#### Sconfitte (2)
| Legenda              |
| -------------------- |
| Grande Slam (0)      |
| Argenti Olimpici (0) |
| WTA Finals (0)       |
| WTA Elite Trophy (0) |
| Dal 2021             |
| WTA 1000 (0)         |
| WTA 500 (0)          |
| WTA 250 (2)          |

| N. | Data             | Torneo                       | Superficie | Compagna   | Avversarie in finale               | Punteggio   |
| 1. | 27 febbraio 2022 | Abierto Zapopan, Guadalajara | Cemento    | Wang Xinyu | Kaitlyn Christian Lidzija Marozava | 5-7, 3-6    |
| 2. | 5 febbraio 2023  | Thailand Open, Hua Hin       | Cemento    | Wang Xinyu | Chan Hao-ching Wu Fang-hsien       | 1-6, 6(6)-7 |

## Circuito WTA 125

### Singolare

#### Vittorie (1)
| N. | Data             | Torneo           | Superficie  | Avversara in finale | Punteggio |
| 1. | 26 dicembre 2021 | Korea Open, Seul | Cemento (i) | Kristina Mladenovic | 6-0, 6-4  |

### Doppio

#### Vittorie (1)
| N. | Data           | Torneo                    | Superficie | Compagna   | Avversarie in finale          | Punteggio |
| 1. | 23 aprile 2017 | Zhengzhou Open, Zhengzhou | Cemento    | Han Xinyun | Jacqueline Cako Julia Glushko | 7-5, 6-1  |

#### Sconfitte (1)
| N. | Data           | Torneo               | Superficie  | Compagna         | Avversarie in finale          | Punteggio           |
| 1. | 18 maggio 2024 | Clarins Open, Parigi | Terra rossa | Monica Niculescu | Asia Muhammad Aldila Sutjiadi | 6(3)-7, 6-4, [9-11] |

## Statistiche ITF

### Singolare

#### Vittorie (15)
| Torneo $100.000 (2) |
| Torneo $80.000 (0)  |
| Torneo $75.000 (0)  |
| Torneo $60.000 (5)  |
| Torneo $50.000 (0)  |
| Torneo $25.000 (3)  |
| Torneo $15.000 (0)  |
| Torneo $10.000 (5)  |

| N.  | Data             | Torneo                                                   | Superficie  | Avversaria in finale | Punteggio      |
| 1.  | 23 ottobre 2010  | ITF Women's Circuit Khon Kaen, Khon Kaen                 | Cemento     | Luksika Kumkhum      | 6-3, 6-2       |
| 2.  | 23 maggio 2011   | Okeshop International Tennis Tournament, Giacarta        | Cemento     | Nadia Abdalá         | 7-6(4), 6-3    |
| 3.  | 3 marzo 2014     | Tennis Organisation, Adalia                              | Terra rossa | Iryna Šymanovič      | 6-1, 6-4       |
| 4.  | 31 maggio 2014   | Bankaltim Women's Circuit, Balikpapan                    | Terra rossa | Ankita Raina         | 7-5, 2-6, 6-3  |
| 5.  | 7 giugno 2014    | Walikota Tarakan Open, Tarakan                           | Cemento (i) | Wang Yan             | 4-6, 6-0, 6-2  |
| 6.  | 14 giugno 2014   | Surakarta Cup, Surakarta                                 | Cemento     | Lavinia Tananta      | 6-0, 6-0       |
| 7.  | 28 maggio 2017   | Jin'an Open, Lu'an                                       | Cemento     | Ankita Raina         | 6-3, 3-6, 6-4  |
| 8.  | 13 maggio 2018   | Jin'an Open, Lu'an                                       | Cemento     | Liu Fangzhou         | 6-0, 6-2       |
| 9.  | 12 agosto 2018   | Jinan International Open, Jinan                          | Cemento     | Wang Yafan           | 6-4, 6-1       |
| 10. | 27 gennaio 2019  | Singapore ITF Women's Circuit, Singapore                 | Cemento     | Han Na-lae           | 6-2, 6-3       |
| 11. | 3 novembre 2019  | Liuzhou Open, Liuzhou                                    | Cemento     | Arina Rodionova      | 2-6, 6-0, 6-1  |
| 12. | 10 novembre 2019 | Shenzhen Longhua Open, Shenzhen                          | Cemento     | Peng Shuai           | 6-3, 1-3, rit. |
| 13. | 13 marzo 2022    | Guanajuato Open, Irapuato                                | Cemento     | Rebecca Marino       | 6-4, 6-1       |
| 14. | 24 aprile 2022   | Magic Tours, Monastir                                    | Cemento     | Victoria Mboko       | 6-1, 4-6, 6-4  |
| 15. | 14 agosto 2022   | Koser Jewelers Pro Circuit Tennis Challenge, Landisville | Cemento     | Elizabeth Mandlik    | 6-2, 6-3       |

#### Sconfitte (13)
| Torneo $100.000 (1) |
| Torneo $80.000 (1)  |
| Torneo $75.000 (0)  |
| Torneo $60.000 (1)  |
| Torneo $50.000 (2)  |
| Torneo $25.000 (5)  |
| Torneo $15.000 (0)  |
| Torneo $10.000 (3)  |

| N.  | Data             | Torneo                                                    | Superficie  | Avversaria in finale | Punteggio        |
| 1.  | 9 ottobre 2010   | ITF Pro Circuit Nonthaburi, Nonthaburi                    | Cemento     | Nungnadda Wannasuk   | 4–6, 1–6         |
| 2.  | 1º luglio 2012   | Chang ITF Thailand Pro-Circuit, Pattaya                   | Cemento     | Anna Tjul'pa         | 4–6, 2–6         |
| 3.  | 23 febbraio 2014 | Tennis Organisation, Adalia                               | Terra rossa | Lenka Wienerová      | 7–5, 4–6, 4–6    |
| 4.  | 25 maggio 2014   | ITF Women's Circuit Tianjin, Tientsin                     | Cemento     | Wang Qiang           | 3–6, 2–6         |
| 5.  | 29 giugno 2014   | ITF Women's Circuit Xi'an, Xi'an                          | Cemento     | Duan Yingying        | 6–4, 6(9)–7, 4–6 |
| 6.  | 28 dicembre 2014 | Chevalier Hong Kong ITF Women's Circuit Series, Hong Kong | Cemento     | Yang Zhaoxuan        | 4-6, 4-6         |
| 7.  | 3 aprile 2016    | Kofu International Open Tennis, Kōfu                      | Cemento     | Susanne Celik        | 6(3)–7, 3–6      |
| 8.  | 7 maggio 2017    | Kangaroo Cup, Gifu                                        | Sintetico   | Magdaléna Rybáriková | 2–6, 3–6         |
| 9.  | 23 luglio 2017   | Tianjin Health Industry Park, Tianjin                     | Cemento     | Wang Yafan           | 4–6, 2–6         |
| 10. | 11 agosto 2019   | Koser Jewelers Pro Circuit Tennis Challenge, Landisville  | Cemento     | Madison Brengle      | 4–6, 5–7         |
| 11. | 20 ottobre 2019  | Suzhou Ladies Open, Suzhou                                | Cemento     | Peng Shuai           | 2–6, 6–3, 2–6    |
| 12. | 5 gennaio 2020   | Sunrise Aluminium Women's Circuit, Hong Kong              | Cemento     | Zarina Dijas         | 4–6, 5–7         |
| 13. | 11 maggio 2025   | ITF NH Bank International Women's Tennis Tour, Goyang     | Cemento     | Janice Tjen          | 4–6, 1-6         |

### Doppio

#### Vittorie (6)
| Torneo $100.000 (1) |
| Torneo $80.000 (0)  |
| Torneo $75.000 (1)  |
| Torneo $60.000 (0)  |
| Torneo $50.000 (1)  |
| Torneo $25.000 (0)  |
| Torneo $15.000 (0)  |
| Torneo $10.000 (3)  |

| N. | Data             | Torneo                                           | Superficie  | Partner       | Rivali in finale                   | Risultato           |
| 1. | 6 novembre 2010  | Smart ITF Women's Circuit, Manila                | Cemento     | Yang Zhaoxuan | Kim Ji-young Kim Jin-hee           | 6-4, 6(5)-7, [10-7] |
| 2. | 10 febbraio 2014 | Tennis Organisation, Adalia                      | Terra rossa | Li Yihong     | Gabriela Talabă Patricia Maria Țig | 6–2, rit.           |
| 3. | 24 febbraio 2014 | Tennis Organisation, Adalia                      | Terra rossa | Li Yihong     | Nicoleta Dascălu Raluca Șerban     | 3-6, 6-3, [10-3]    |
| 4. | 5 febbraio 2016  | Launceston Tennis International, Launceston      | Cemento     | You Xiaodi    | Nadežda Kičenok Mandy Minella      | 2-6, 7-5, [10-7]    |
| 5. | 30 luglio 2016   | Fifth Third Bank Tennis Championships, Lexington | Cemento     | Hiroko Kuwata | Sophie Chang Alexandra Mueller     | 6-0, 7-5            |
| 6. | 16 giugno 2019   | Manchester Trophy, Manchester                    | Erba        | Duan Yingying | Robin Anderson Laura Ioana Paar    | 6-4, 6-3            |

#### Sconfitte (4)
| Torneo $100.000 (1) |
| Torneo $80.000 (0)  |
| Torneo $75.000 (0)  |
| Torneo $60.000 (1)  |
| Torneo $50.000 (0)  |
| Torneo $25.000 (1)  |
| Torneo $15.000 (0)  |
| Torneo $10.000 (1)  |

| N. | Data             | Torneo                               | Superficie | Partner       | Rivali in finale                | Risultato        |
| 1. | 11 ottobre 2010  | ITF Women's Circuit Pattaya, Pattaya | Cemento    | Juan Ting-fei | Chen Yi Varatchaya Wongteanchai | 5–7, 2–6         |
| 2. | 4 aprile 2016    | Kashiwa Open, Kashiwa                | Cemento    | You Xiaodi    | Yang Zhaoxuan Zhang Kailin      | 5–7, 6–2, [9–11] |
| 3. | 19 novembre 2016 | Shenzhen Longhua Open, Shenzhen      | Cemento    | Han Xinyun    | Nina Stojanović You Xiaodi      | 4–6, 6(6)–7      |
| 4. | 27 marzo 2017    | Blossom Cup, Quanzhou                | Cemento    | Hiroko Kuwata | Han Xinyun Ye Qiuyu             | 3–6, 3–6         |

## Vittorie contro giocatrici top 10
| Stagione | 2023 | Totale |
| -------- | ---- | ------ |
| Vittorie | 2    | 2      |

| #    | Giocatrice      | Ranking | Evento                        | Superficie | Turno | Punteggio        | Rank. ZLR |
| ---- | --------------- | ------- | ----------------------------- | ---------- | ----- | ---------------- | --------- |
| 2023 |                 |         |                               |            |       |                  |           |
| 1.   | Maria Sakkarī   | 6       | Australian Open, Melbourne    | Cemento    | 3T    | 7-6(3), 1-6, 6-4 | 87        |
| 2.   | Caroline Garcia | 7       | Tennis in the Land, Cleveland | Cemento    | QF    | 6-4, 6-1         | 48        |